# Темпл-Ньюджент-Бриджес-Чандос-Гренвиль, Ричард, 2-й герцог Бекингем и Чандос
Ричард Плантагенет Темпл-Ньюджент-Бриджес-Чандос-Гренвиль, 2-й герцог Бекингем и Чандос (англ. Richard Plantagenet Temple-Nugent-Brydges-Chandos-Grenville, 2nd Duke of Buckingham and Chandos; 11 февраля 1797 — 29 июля 1861) — британский аристократ и политик-консерватор. Носил титул учтивости — виконт Кобэм (1797—1813), граф Темпл (1813—1822) и маркиз Чандос (1822—1839). С 1841 по 1842 год занимал пост лорда-хранителя Малой печати.
Титулы: 9-й лорд Кинлосс (с 15 мая 1836), 2-й герцог Бекингем и Чандос (с 17 января 1839), 3-й маркиз Бекингем (с 17 января 1839), 2-й маркиз Чандос (с 17 января 1839), 4-й граф Ньюджент (с 17 января 1839), 2-й граф Темпл Стоуский (с 17 января 1839), 6-й виконт Кобэм (с 17 января 1839), 6-й барон Кобэм из Кобэма (с 17 января 1839 года).

## Происхождение и образование

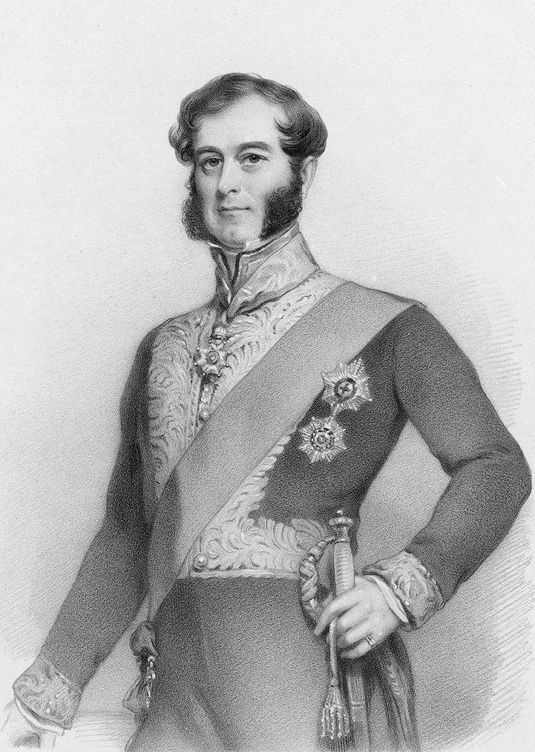
Ричард Плантагенет Темпл-Ньюджент-Бриджес-Чандос-Гренвиль, 2-й герцог Бекингем и Чандос

Герцог Бекингема и Чандоса родился 11 февраля 1797 года в Стоу-хаусе, Бакингемшир. Единственный сын Ричарда Ньюджента-Темпла-Гренвиля, графа Темпла (1776—1839), позже получившего титул герцога Бекингема и Чандоса, и леди Энн Бриджес (1779—1836), дочери Джеймса Бриджеса, 3-го герцога Чандоса . Помимо того, что леди Энн была герцогиней Бекингем и Чандос, она была леди Кинлосс. В 1799 году Ричард Темпл-Ньюджент-Гренвиль по королевской лицензии изменил свою фамилию на Темпл-Наджент-Бриджес-Чандос-Гренвиль, включив элементы именования семьи своей жены.
Второй герцог Бекингем и Чандос был внуком по отцовской линии 1-го маркиза Бекингема и правнуком премьер-министра Великобритании Джорджа Гренвиля. Он получил образование в Итонском колледже и Ориэл-колледже в Оксфорде.

## Политическая карьера
Бэкингем был членом Палаты общин от Бакингемшира с 1818 по 1839 год, когда он сменил своего отца в его титулах и стал членом Палаты лордов . Два года спустя, в сентябре 1841 года, он стал членом Тайного совета Великобритании и назначен лордом-хранителем печати сэром Робертом Пилом, и эту должность он занимал только до февраля 1842 года. Он был назначен кавалером Большого креста Королевского Ганноверского ордена в 1835 году, избран членом Общества антикваров в 1840 году и стал кавалером Ордена Подвязки в 1842 году.

## Рабовладение
По данным Центра изучения наследия британского рабовладения при Университетском колледже Лондона, герцог Бекингем был бенефициаром выплаты, причитающейся ему как рабовладельцу после принятия Закона об отмене рабства 1833 года.
Бэкингем был связан с «иском T71/865 Сент-Эндрю № 114 (Поместье Хоуп)» в отношении 379 рабов на Ямайке. Иск был подан его отцом, 1-м герцогом Бекингемом и Чандосом, но он был отклонен, поскольку оно было предметом брачного соглашения для наследника и его жены. Вместо этого компенсация была присуждена попечителям этого поселения, которые на тот момент получили выплату в размере 6630 фунтов стерлингов в пользу 2-го герцога.

## Финансовые дела
В 1847 году, через восемь лет после того, как он унаследовал от отца титул герцога Бекингема и Чандоса, 2-й герцог был объявлен банкротом с долгами более миллиона фунтов (97,2 миллиона фунтов стерлингов по состоянию на 2024 год). Это привело к продаже его поместья Кейншем в Сомерсете в 1841 году, парка Эйвингтон в 1847 году и, в конечном итоге, к продаже на аукционе содержимого главного семейного поместья в Стоу-Хаусе в августе-сентябре 1848 года, одного из немногих наиболее известных английских загородных домов. Финансовый крах столь выдающегося представителя аристократии, унаследовавшего доход в более чем 70 000 фунтов стерлингов, огромное состояние по тем временам, стал национальной сенсацией.

## Личная жизнь
13 мая 1819 года в Лондоне он женился на леди Мэри Кэмпбелл (10 июля 1795 — 28 июня 1862), второй дочери генерал-лейтенанта Джона Кэмпбелла, 4-го графа Бредалбейна (1762—1834), с 1831 года 1-го маркиза Бредалбейна, и Мэри Тернер Гэвин (? — 1845). У супругов были двое детей:
- Леди Энн Элиза Мэри Темпл-Ньюджент-Бриджес-Чандос-Гренвиль (февраль 1820 — 3 февраля 1879), муж с 1846 года политик Уильям Гор-Лэнгтон (1824—1873). Энн выступала за права женщин[9].
- Ричард Темпл-Ньюджент-Бриджес-Чандос-Гренвиль, 3-й герцог Бекингем и Чандос (10 сентября 1823 — 26 марта 1889), преемник отца.

В 1850 году супруги развелись после того, как герцог Бекингем потерял своё наследство. В то время для развода требовался акт парламента.
Герцог Бекингем и Чандос скончался в отеле Грейт-Вестерн в Паддингтоне, Лондон, в июле 1861 года в возрасте 64 лет, а его титулы и владения унаследовал его единственный сын. Его бывшая жена умерла менее чем через год, в июне 1862 года, в возрасте 66 лет.